# Trevor Cherry
Trevor John Cherry (Huddersfield, 1948. február 23. – 2020. április 29.) angol válogatott labdarúgó.

## Pályafutása

### Klubcsapatban
Pályafutását a Huddersfield Town csapatában kezdte 1965-ben. Hét szezon alatt 188 mérkőzésen lépett pályára és 12 gólt szerzett. 1972-ben a Leeds United szerződtette, melyet 10 éven keresztül erősített, a nevéhez 399 mérkőzés és 24 gól fűződik. Az 1973–74-es szezonban angol bajnoki címet szerzett csapatával. 1982-ben a Bradford City igazolta le. Eleinte játékosedzője, majd később edzője lett a klubnak.

### A válogatottban
1977-ben 1 alkalommal lépett pályára az angol U21-es válogatottban. 1976–1980 között 27 alkalommal szerepelt az angol válogatottban. Részt vett az 1980-as Európa-bajnokságon.

## Sikerei, díjai

### Játékosként
Huddersfield Town
- Angol másodosztályú bajnok (1): 1969–70

Leeds United
- Angol bajnok (1): 1973–74